# Breda
Breda – miasto w południowo-zachodniej Holandii, w prowincji Brabancja Północna, ok. 40 km na pd.-wsch. od Rotterdamu, w pobliżu granicy z Belgią.

## Dane ogólne
Ośrodek kulturalno-naukowy: akademia sztuk pięknych, szkoła teatralna i muzyczna, akademia wojskowa; biblioteki, muzea. Breda jest jednym z głównych skupisk polonijnych w Holandii.

## Historia

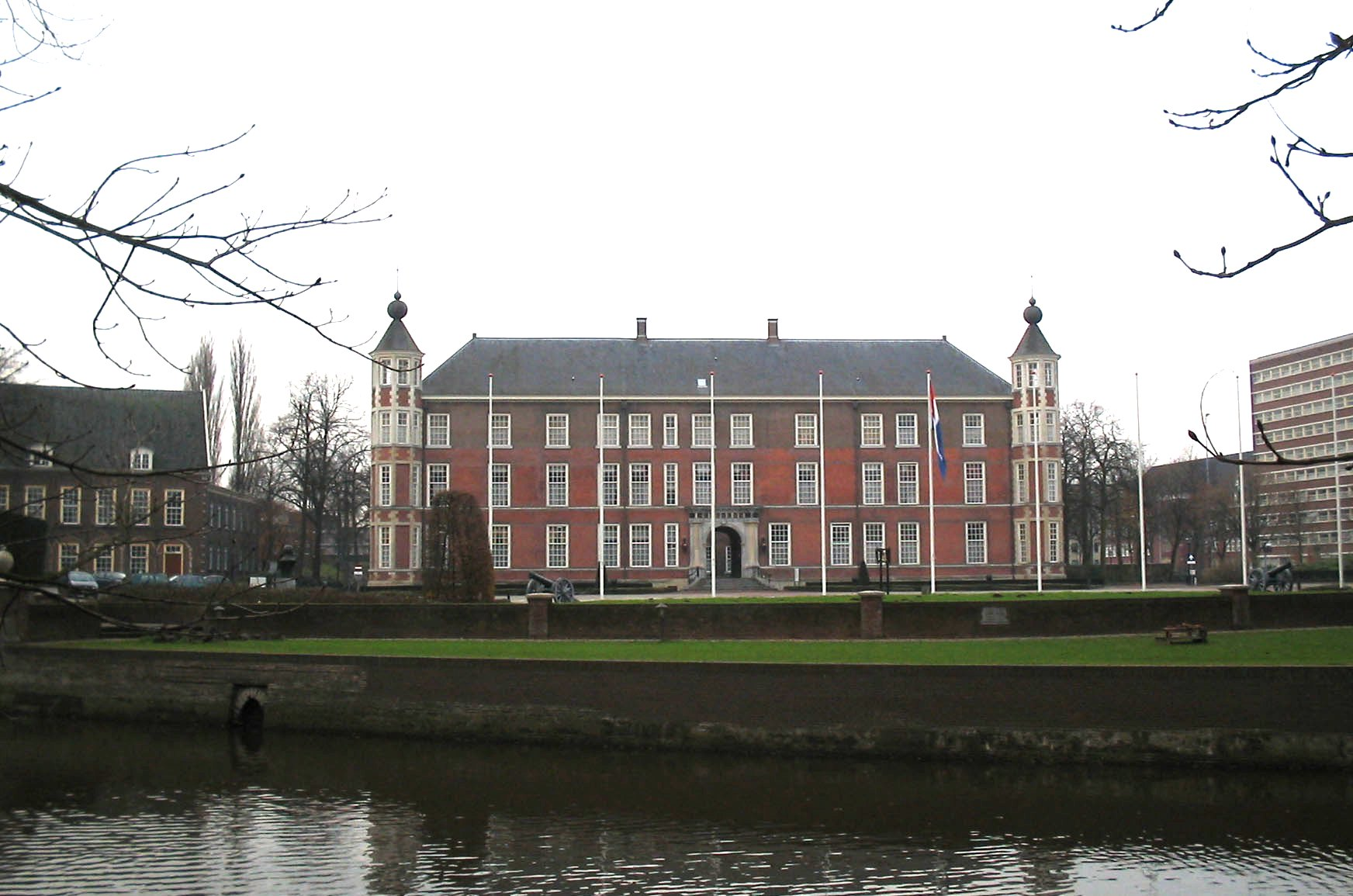
Zamek w Bredzie

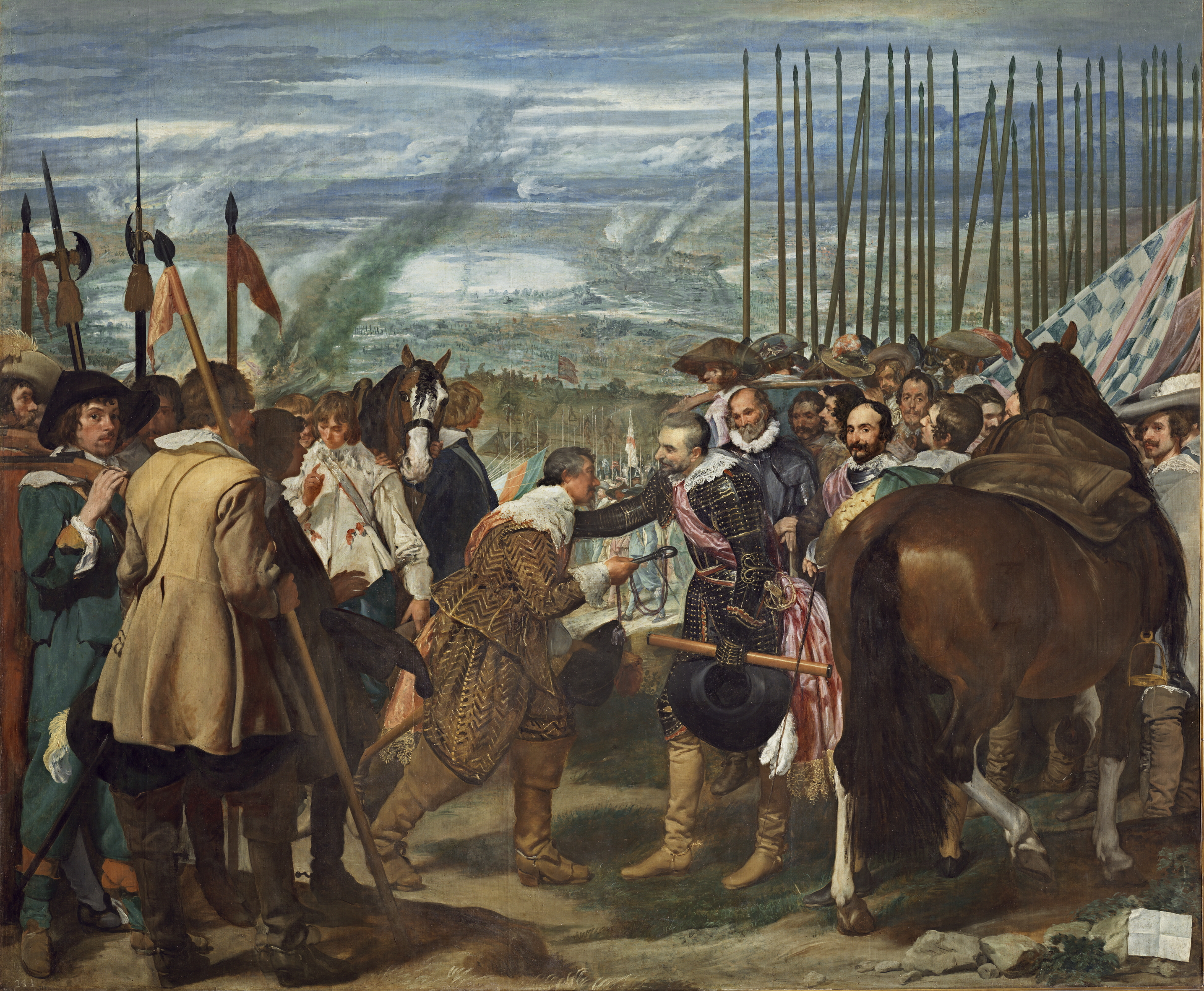
Diego Velázquez, Poddanie Bredy, 1635

W XI wieku Breda była lennem Świętego Cesarstwa Rzymskiego, a jej pierwszym znanym do dzisiaj władcą był Heinrich I van Brunesheim (1080–1125). W 1327 roku Adelheid van Gaveren sprzedał ją Janowi III, księciu Brabancji. W 1350 roku została odsprzedana Janowi II z Wassenaar. W 1403 roku dziedziczka jego linii, Johanna van Polanen (1392–1445) wyszła za mąż za Engelbrechta I van Nassau (1370–1442) i w ten sposób Breda stała się własnością Dynastii Orańskiej-Nassau trafiając ostatecznie we władanie Wilhelma I Orańskiego, pierwszego namiestnika (stadhoudera) prowincji Niderlandów. W ten sposób tytuł barona Bredy powiązany był z tytułem hrabiego Nassau, Oranii i namiestnika prowincji Niderlandów. Ten stan utrzymywał się aż do 1795 roku, gdy Breda dostała się pod okupację francuskich sił rewolucyjnych.
Breda uzyskała prawa miejskie w 1252 roku i dzięki temu można było rozpocząć budowę murów obronnych. W XV wieku nastąpił gwałtowny rozwój miasta. Rozpoczęto budowę katedry z 97 metrową wieżą, a w 1534 średniowieczne mury zostały poważnie rozbudowane przez Henryka III z Nassau, dzięki czemu Breda stała się jedną z potężniejszych twierdz na linii warowni w Niderlandach. W tym samym czasie w mieście zaczęło pojawiać się coraz więcej domów, budowanych przez przedstawicieli znanych holenderskich rodów. Jeden z najbardziej okazałych pałaców został zaprojektowany w renesansowym stylu przez znanego włoskiego architekta Tomasso Vincidora i stał się rezydencją rodziny królewskiej.
Szybki rozwój infrastruktury miejskiej został zatrzymany w 1534 roku przez pożar, który zniszczył większość zabudowań Bredy: spalonych zostało około 300 domów, ocalało tylko 150.
Podczas wojny osiemdziesięcioletniej Breda została opanowana podstępem przez Hiszpanię w 1581 roku, ale 1590 przeszła z powrotem w ręce Maurycego Orańskiego, księcia Nassau (dzięki brawurowej akcji 68 ochotników, którzy  zdołali się przedostać do miasta w łodziach przykryci darnią). Breda ponownie została zdobyta przez Hiszpanów w roku 1625 po około 10-miesięcznym oblężeniu. Poddanie się obrońców miasta Hiszpanom dowodzonym przez generała Ambrosio Spinola zostało uwiecznione przez Diego Velázqueza na obrazie Poddanie Bredy. W 1637 Fryderyk Henryk Orański odbił miasto po 4-miesięcznym oblężeniu. Breda została ostatecznie przyłączona do Republiki Zjednoczonych Prowincji w roku 1648 na mocy pokoju westfalskiego.

## II wojna światowa

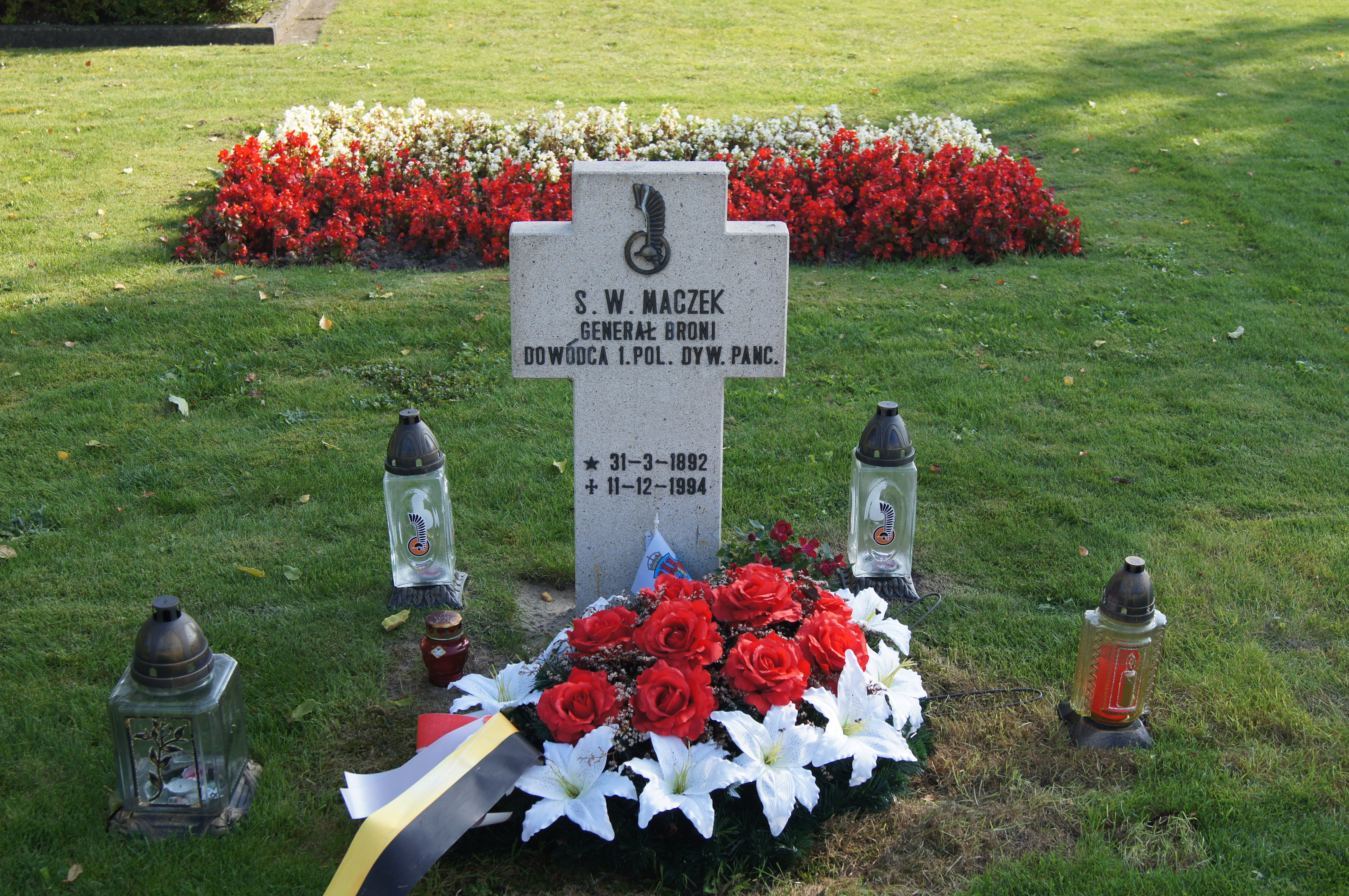
Grób generała Stanisława Maczka na polskim cmentarzu wojskowym w Bredzie

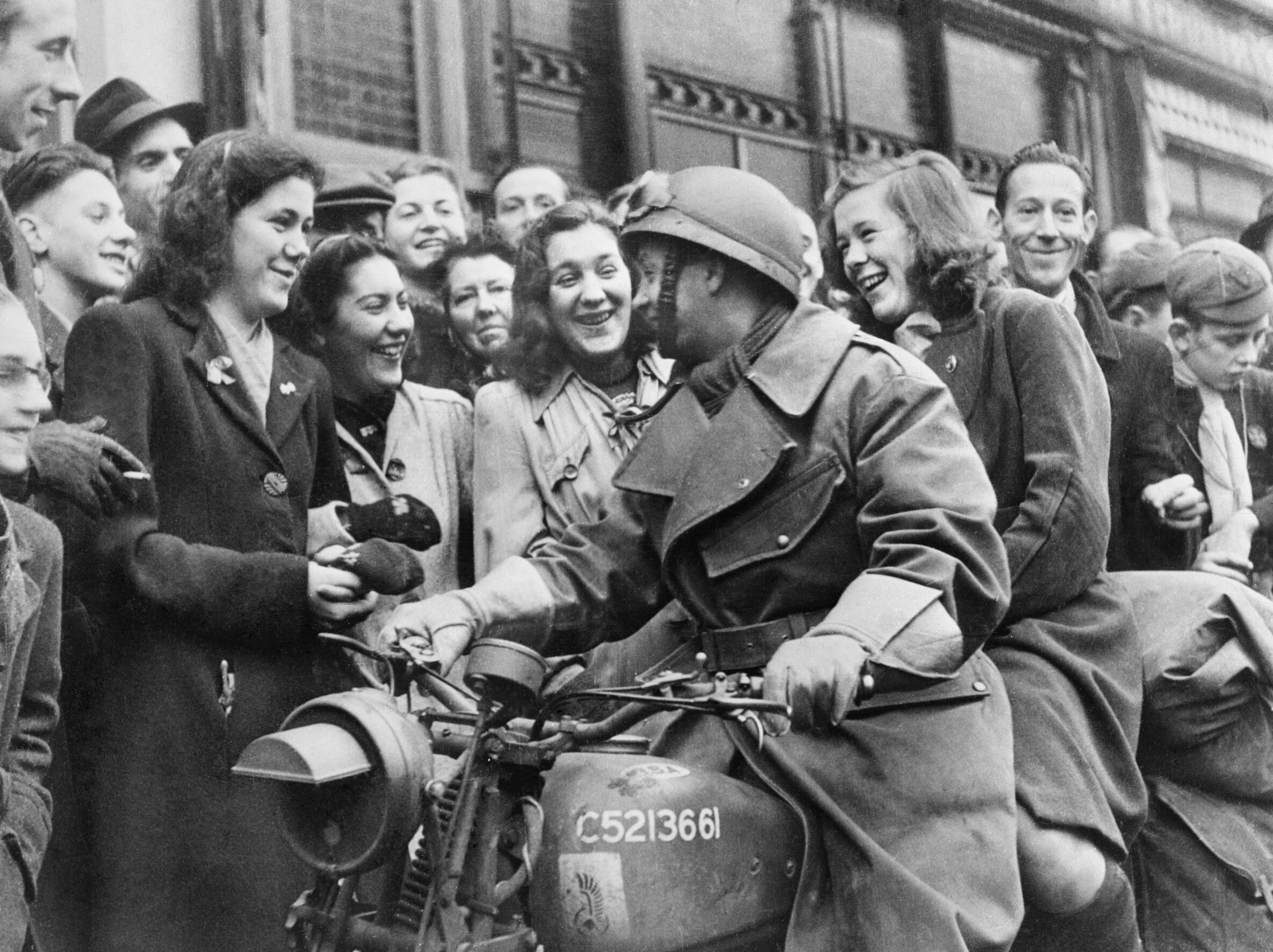
Polski żołnierz z 1 Dywizji Pancernej (PSZ) w hełmie HSAT witany owacyjnie w Bredzie w 1944 roku po jej wyzwoleniu

Podczas II wojny światowej Breda, tak jak cała Holandia, znalazła się pod niemiecką okupacją. Miejscowość zajęła niemiecka 9 Dywizja Pancerna 13 maja 1940 r. Miasto zostało wyzwolone 29 października 1944 roku przez polską 1 Dywizję Pancerną (1 DPanc.) dowodzoną przez generała Stanisława Maczka w ramach natarcia kanadyjskiej 1 Armii w kierunku ujścia Mozy. W czasie walk o miasto przed frontem 1 DPanc broniły się niemieckie 256, 711, 719 DP. oddziały 1 DPanc opanowały 28 października Molenschot, Lijndonk, Raaleind, Bavel, a w nocy 28/29 października rejon Dorst. Rankiem 29 października ruszyły do natarcia główne siły dywizji: 3 Brygada Strzelców (3 BS) wzmocniona czołgami zdobyła Ginneken, wdarła się na przedmieścia miasta i uchwyciła nieuszkodzony most; 10 Brygada Kawalerii Pancernej (10 BKPanc), działając patrolami w rejonie Dorst, oczyszczała teren na północ od toru kolejowego Breda-Tilburg. Pododdziały 3 BS opanowały południowo-zachodnią część Bredy i przeprawy w rejonie Oranienboom. 1 ppanc. zajął północno-wschodnią część Bredy oraz prowadził rozpoznanie stacji kolejowej. 30 października dywizja oczyściła rejon miasta i prowadziła walki o przyczółek na kanale. Po zdobyciu miasta toczono walki o Moerdijk i ujście Mozy.
Polscy żołnierze zostali entuzjastycznie powitani przez mieszkańców Bredy. W każdym oknie i na każdej witrynie sklepowej widniały polskie napisy „Dziękujemy Wam, Polacy”. Zarząd miasta okazując wdzięczność Polakom uhonorował ich Srebrnym Medalem Miasta Bredy oraz Honorowym Obywatelstwem Miasta Bredy. Po wojnie, na wniosek ponad 40 000 mieszkańców Bredy, generałowi  Stanisławowi Maczkowi przyznano honorowe obywatelstwo Holandii. Na polskim cmentarzu wojennym pośród mogił polskich żołnierzy znajduje się grób generała. W 1981 roku powstało w Bredzie muzeum mu poświęcone.
Miasto Breda nadało 8 batalionowi strzelców (8 bs) swój herb jako odznakę specjalną, którą zatwierdzono rozkazem Szefa Sztabu Głównego L. dz. 984/Og/46 z 13 czerwca 1946 r. Obecnie (od 2023) herb miasta jest oznaką rozpoznawczą 1 batalionu czołgów 34 BKPanc., który dziedziczy tradycje 8 bs.
W okresie od 3 października (wyzwolenie Alphen) do 29 października 1 DPanc. wzięła do niewoli 7 oficerów i 569 niemieckich szeregowców, 3 czołgi, 9 dział różnych kalibrów. Podczas walk 1 DPanc. straciła 151 zabitych i kilkuset rannych.
Walki o Bredę  zostały upamiętnione na Grobie Nieznanego Żołnierza w Warszawie, napisem na jednej z tablic – „BREDA 29–30 X  1944”.

## Okres powojenny
Po wojnie znajdowało się tu więzienie, które funkcjonowało na bazie koncepcji Panoptikonu, w którym odbywali karę niemieccy zbrodniarze wojenni.

## Zabytki i kultura

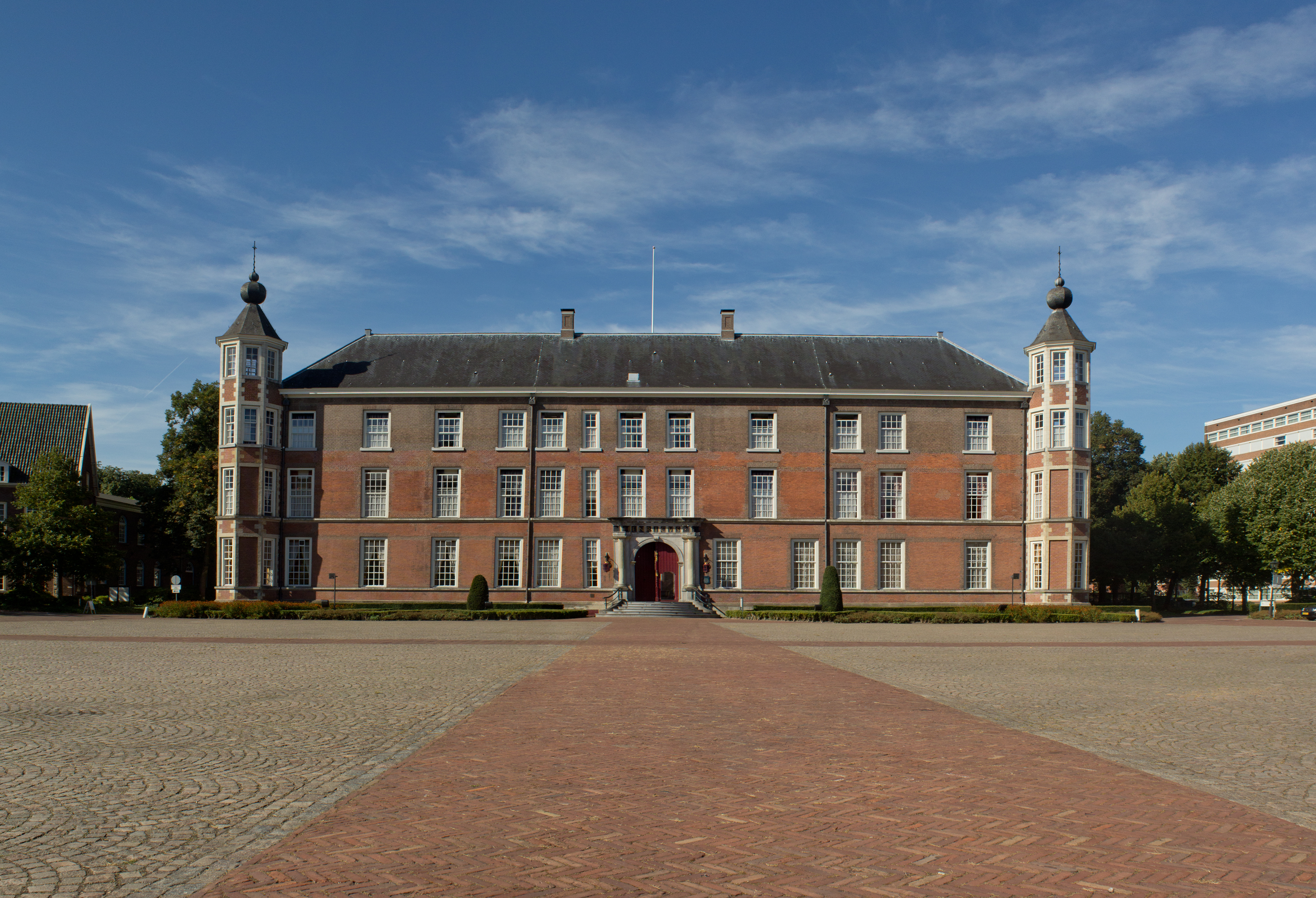
Zamek w Bredzie

- kościół gotycki Grote Kerk (na głównym placu miasta – Grote Markt)
- zamek (XVI wiek)
- beginaż z XVII – XVIII wieku (przy ulicy Catharinastraat)
- dzielnica staromiejska otoczona pierścieniem kanałów
- muzeum poświęcone generałowi Stanisławowi Maczkowi[5]

## Gospodarka
Ważny ośrodek przemysłu włókienniczego (oprócz tradycyjnych wyrobów – produkcja włókna kokosowego i wyrobów z juty) i maszynowy (zbrojeniowy); drugie po Amsterdamie centrum wyrobów czekoladowych i cukierniczych, browar, przetwórnie owoców, fabryka tworzyw sztucznych (koncern Akzo), zakłady skórzano-obuwnicze.

## Edukacja i sport

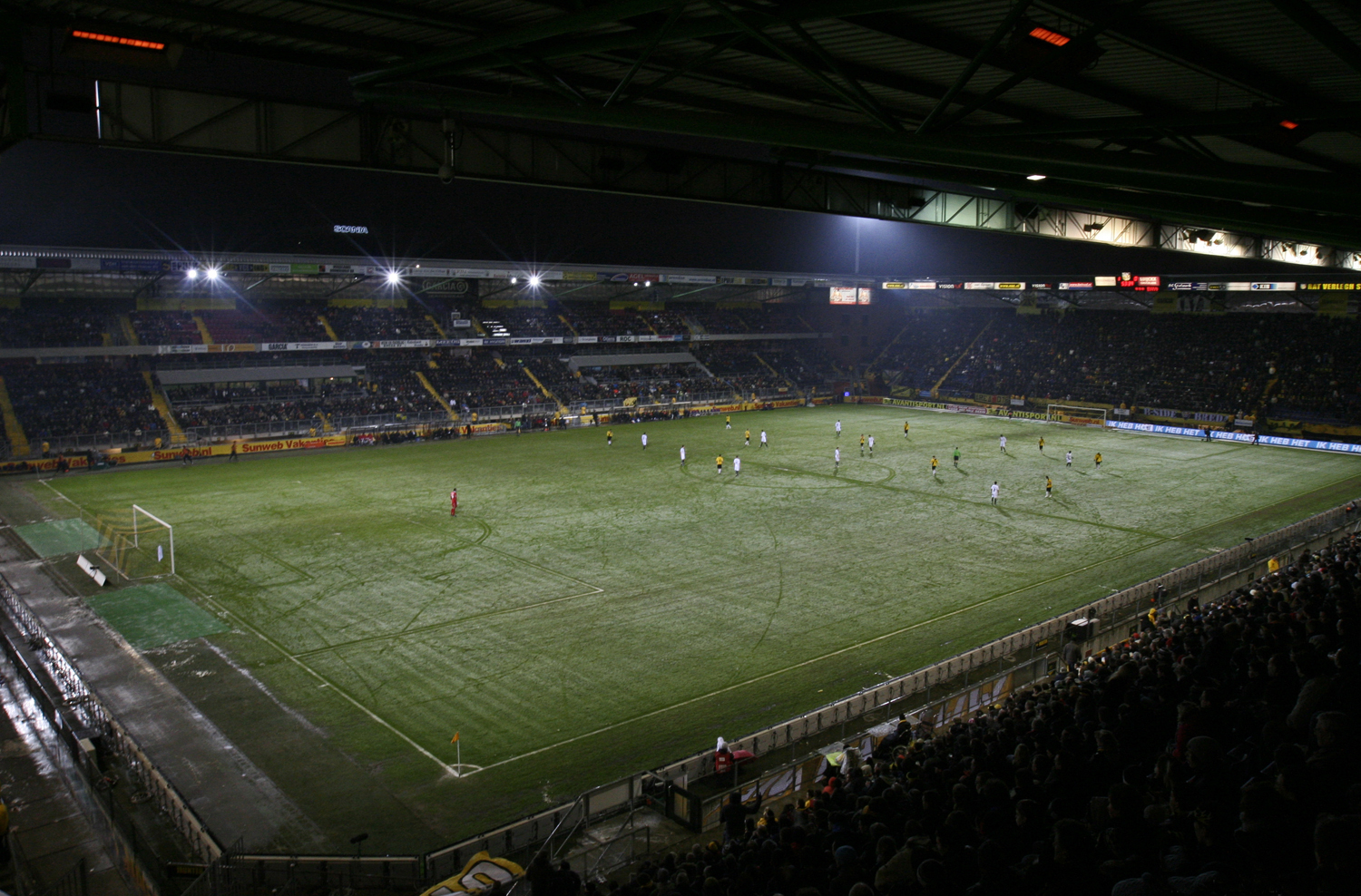
Stadion Rat Verlegh Stadion należący do klubu NAC Breda

W Bredzie znajduje się wiele różnego rodzaju szkół podstawowych, średnich jak i wyższych.
Szkoły średnie:
- De Nassau
- Graaf Engelbrecht College
- Markenhage
- Mencia de Mendozalyceum
- Michaël College
- Newmancollege
- Onze Lieve Vrouwelyceum
- Prinsentuin van Cooth
- Stedelijk Gymnasium Breda
- Tessenderlandt

Szkoły średnie zawodowe:
- Regionaal opleidingencentrum (ROC) West-Brabant

Szkoły wyższe:
- Avans Hogeschool (o.a. de Akademie voor Kunst en Vormgeving St. Joost)
- NHTV internationaal hoger onderwijs Breda
- Koninklijke Militaire Academie (KMA)

Organizacje studenckie aktywne w Bredzie to między innymi:
- Alpha Breda
- B.S.R.V. Scylla
- CESAR
- Vegetist

W mieście ma swą siedzibę zespół piłkarski NAC Breda, grający w Eerste divisie.

## Osoby związane z Bredą
- Sylvie Meis – modelka, urodzona w Bredzie
- Hardwell –  DJ i producent muzyczny, urodzony w Bredzie
- Tiësto –  DJ i producent muzyczny, urodzony w Bredzie
- R3hab – DJ i producent muzyczny, urodzony w Bredzie
- Funkerman – DJ i producent muzyczny, urodzony w Bredzie
- Pieter Bruegel (starszy) – malarz urodzony w Bredzie
- Virgil van Dijk – piłkarz, urodzony w Bredzie

## Gmina Breda
Do gminy Breda należą następujące wioski: Bavel, Effen, Prinsenbeek, Teteringen i Ulvenhout. Byłe wioski Ginneken i Princenhage zostały w roku 1942 włączone do miasta i są od tej pory dzielnicami Bredy.

## Współpraca
Miejscowości partnerskie:
- Diest, Belgia
- Dillenburg, Niemcy
- Orange, Francja
- Wrocław, Polska